# Rendezvous (samlingsalbum)
Rendezvous är ett svenskt samlingsalbum från 2004.
Albumet betecknas som "ett musikaliskt möte mellan svenska, engelska & amerikanska artister". Skivnumret är Darrow BAM 334 21573.

## Låtlista
1. Let's Kill Saturday Night - Magnus Lindberg & Gary Primich Band
2. God Save the Queen - Jenny Öhlund & Downliners Sect
3. How Much More - Roffe Wikström & Gary Primich Band feat. Geraint Watkins
4. Devil in Disguise - Lalla Hansson & Dave Kelly Band
5. Promised Land - Sven Zetterberg & Albert Lee, Geraint Watkins, Pete Wingfield
6. Rainy Day Women - Totta Näslund & Nine Below Zero feat. Larry Taylor
7. I'm So Happy - Monica Törnell & Dr. Feelgood
8. One Ugly Child - Pelle Lindström & Downliners Sect
9. Closed Rooms to My Heart - Dan Hylander & Albert Lee & Hogan's Heroes
10. Three Steps to Heaven - Lasse Tennander & Bobby Cochran Band
11. Rock'n'roll Guitars - Sigge Hill & Dr Feelgood feat. Gene Taylor
12. No Particular Place to Go - Mats Ronander & Albert Lee, Kim Wilson & Geraint Watkins
13. Ruby's Arms - Tommy Körberg & The Outlaws
14. At the Dark End of Street - Per Persson & Gary Primich Band feat. Geraint Watkins
15. M/S Colinda - Nisse Hellberg & The Refreshments feat. Geraint Watkins